# Zeegroene ganzenvoet
Zeegroene ganzenvoet (Oxybasis glauca, basioniem: Chenopodium glaucum) is een soort uit het geslacht kale ganzenvoet (Oxybasis). De soort komt van nature voor in Eurazië. Enkele ondersoorten of variëteiten worden in de botanische literatuur beschreven.

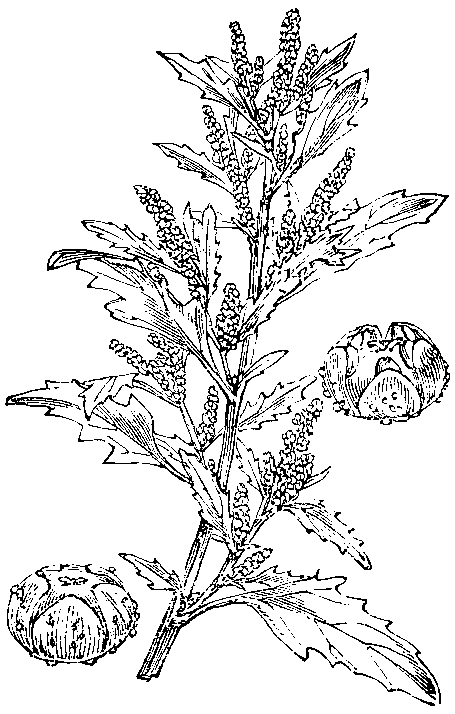
Tekening van de zeegroene ganzenvoet

## Determinatie
Zeegroene ganzenvoet is een eenjarige, kruipende, kruidachtige plant die 10–50(–120) cm hoog wordt. De meestal kruipende, geribde stengels zijn purperrood. De elliptische, gegolfde of gegolfdtandige bladeren zijn van boven glanzend donker grijsgroen en van onderen bijna geheel bedekt met een grijzige melige beharing. De bladsteel is 5–10 mm lang en de bladschijf 2–4 cm lang en 0,6–2 cm breed. De duidelijk aanwezige middennerf is geelgroen.
De soort bloeit van juni tot in de herfst. De geelgroene bloemen zitten in onbehaarde bloemkluwens, die in ook onbehaarde trossen of smalle pluimen zitten. Er zijn zowel tweeslachtige als alleen vrouwelijke bloemen. Het lichtgroene bloemdek heeft drie tot vijf punten. De een of twee meeldraden steken niet boven het bloemdek uit en hebben twee helmhokjes. De twee stempels zijn zeer kort.
De vrucht is een nootje met een geelwitte vruchtwand. De donkerbruine of roodbruine, kogelvormige zaden zijn 0,6–1,1 mm groot. Op de zaadhuid zitten fijne puntjes of een netvormige adering.

## Ecologie
Zeegroene ganzenvoet komt voor op vochtige, stikstofrijke grond, aan wegranden en op mesthopen en op droogvallende uiterwaarden.

### Syntaxonomie
Zeegroene ganzenvoet staat te boek als kensoort voor de associatie van ganzenvoeten en beklierde duizendknoop.

## Naamgeving
Chenopodium glaucum werd in 1753 door Carl Linnaeus in Species plantarum 1, p. 220 benoemd. Synoniemen zijn:
- Blitum glaucum (L.) W.D.J.Koch
- Orthosporum glaucum Peterm.
- Chenopodium ambiguum R.Br.
- Chenopodium littorale Moq.

De geslachtsnaam 'ganzenvoet' is ontleend aan de vorm van het blad. Daarbij is 'zeegroene' ontleend aan de basiskleur van het blad.
De botanische naam Chenopodium is letterlijk samengesteld uit het Griekse Chèn voor 'gans' en pous voor 'voet'. Daarbij komt dan nog glaucum voor de 'blauwgroene' of 'zeegroene' kleur.